# Manuel Machuca
Manuel Machuca (1924) foi um futebolista chileno. Ele competiu na Copa do Mundo FIFA de 1950, sediada no Brasil.